# Schlösslepark

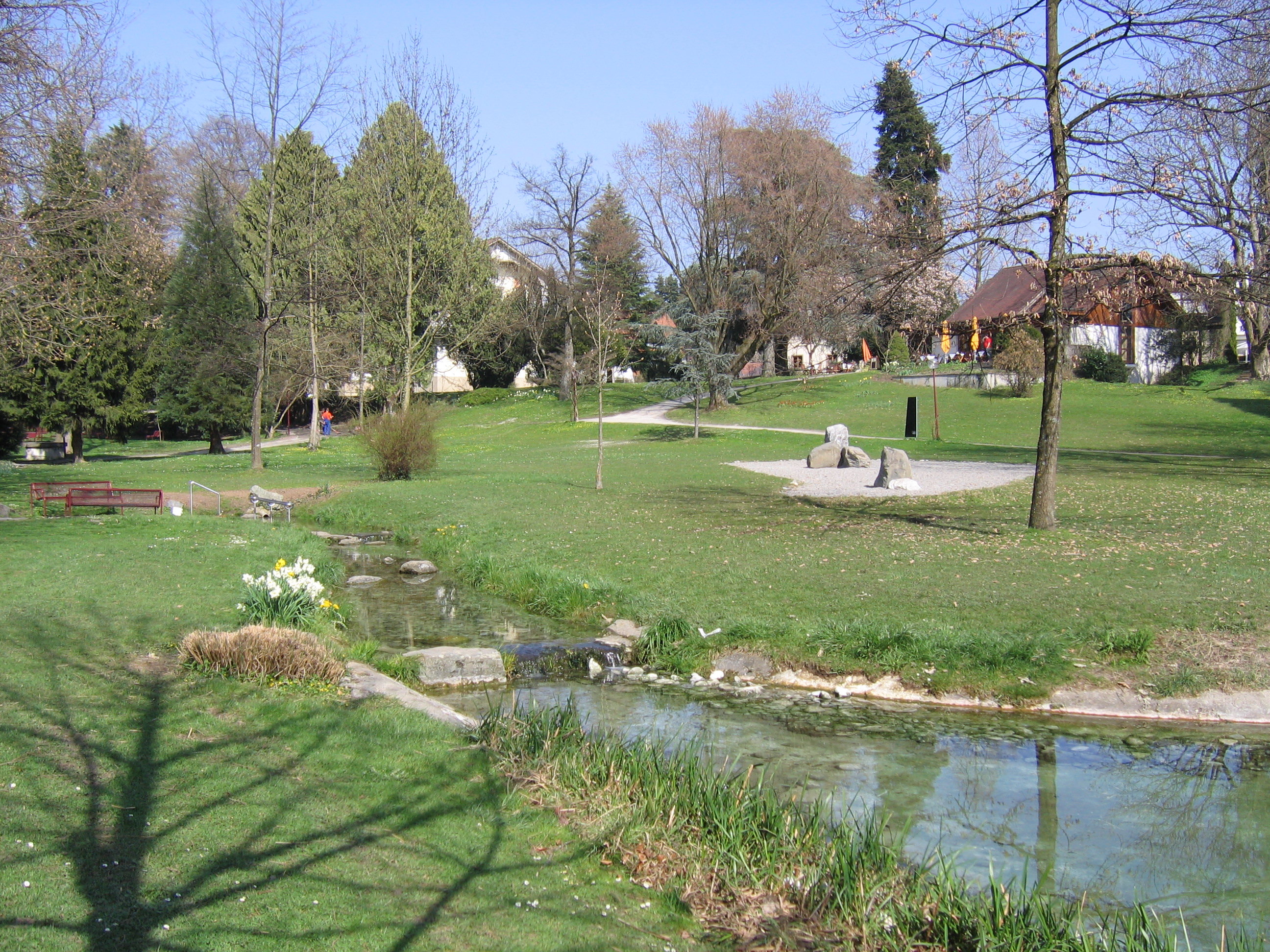
Der Kressbronner Schlösslepark; rechts der Zen-Garten, dahinter die Lände

Der Schlösslepark ist eine Grünanlage in der Ortsmitte der baden-württembergischen Gemeinde Kressbronn am Bodensee im Bodenseekreis in Deutschland.

## Lage
Südlich der Bahnstrecke Friedrichshafen–Lindau, zwischen der Seestraße im Osten, dem Bildungszentrum Parkschule im Westen, dem Parkweg im Süden und der Maîcher Straße – benannt nach der französischen Partnerstadt Kressbronns – im Norden liegt in einer kleinen Talsenke der rund 2,8 Hektar große Schlösslepark.

## Geschichte
Im Juli 1863 erwarb Freiherr Hans von und zu Aufseß (1801–1872), Altertumsforscher und Gründer des Germanischen Museums (heute Germanisches Nationalmuseum) in Nürnberg, das Anwesen. Er legte den großen Park zum Ausruhen, Lesen und Spazierengehen an. Der aus Freiburg im Breisgau stammende Überseekaufmann Karl Heisler kam im April 1896 in Besitz des Anwesens. Der Gartenliebhaber wollte seinen Park noch schöner als die Anlagen der Insel Mainau gestalten, ließ unter anderem die heute noch stehenden Ginkgos pflanzen, legte Teiche an und stellte Statuen auf.

## Der Park

### Arboretum
Im Schlösslepark wurden ab 1896 nachweislich rund 180 seltene, teils exotische Bäume angepflanzt. Anlässlich der Kandidatur Kressbronns beim Wettbewerb Entente Florale Deutschland im Jahr 2009 kam der Begriff des Arboretums (lat. arbor „Baum“) in Kressbronn auf. Dieses im Bodenseekreis einzigartige Arboretum ist eine Sammlung von im Freien wachsender verschiedenartiger Gehölze.
Gleichzeitig wurden die Bäume mit einheitlichen Holztafeln gekennzeichnet. Jede Tafel gibt den deutschen und lateinischen Namen sowie das ursprüngliche Herkunftsgebiet an. Die in [ ] stehenden Zahlen entsprechen dem angegebenen Standort im Lageplan.
Einheimische Bäume

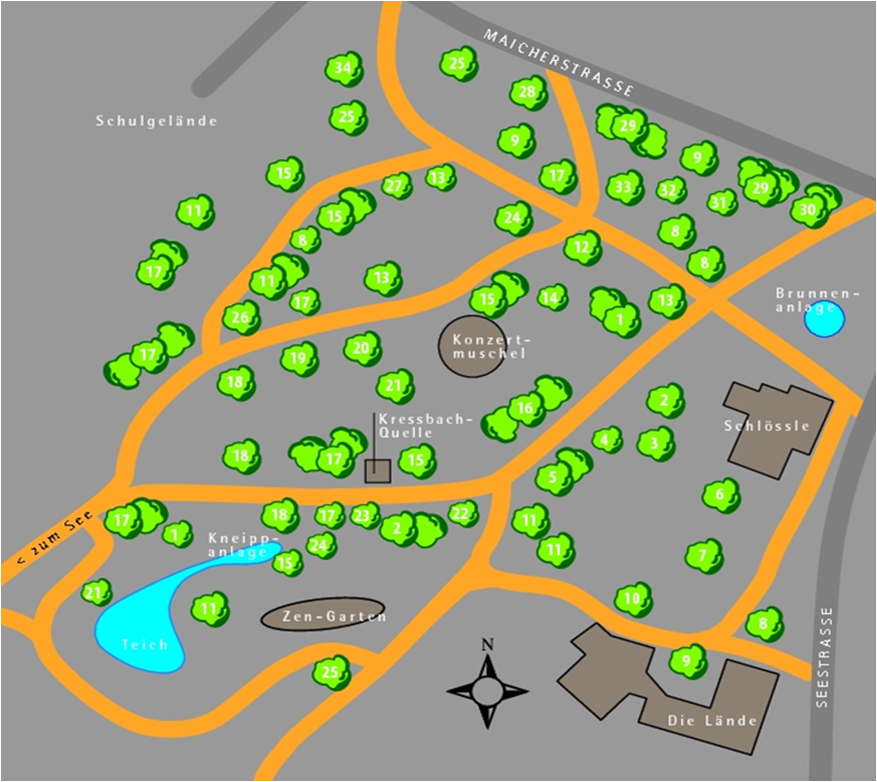
Arboretum

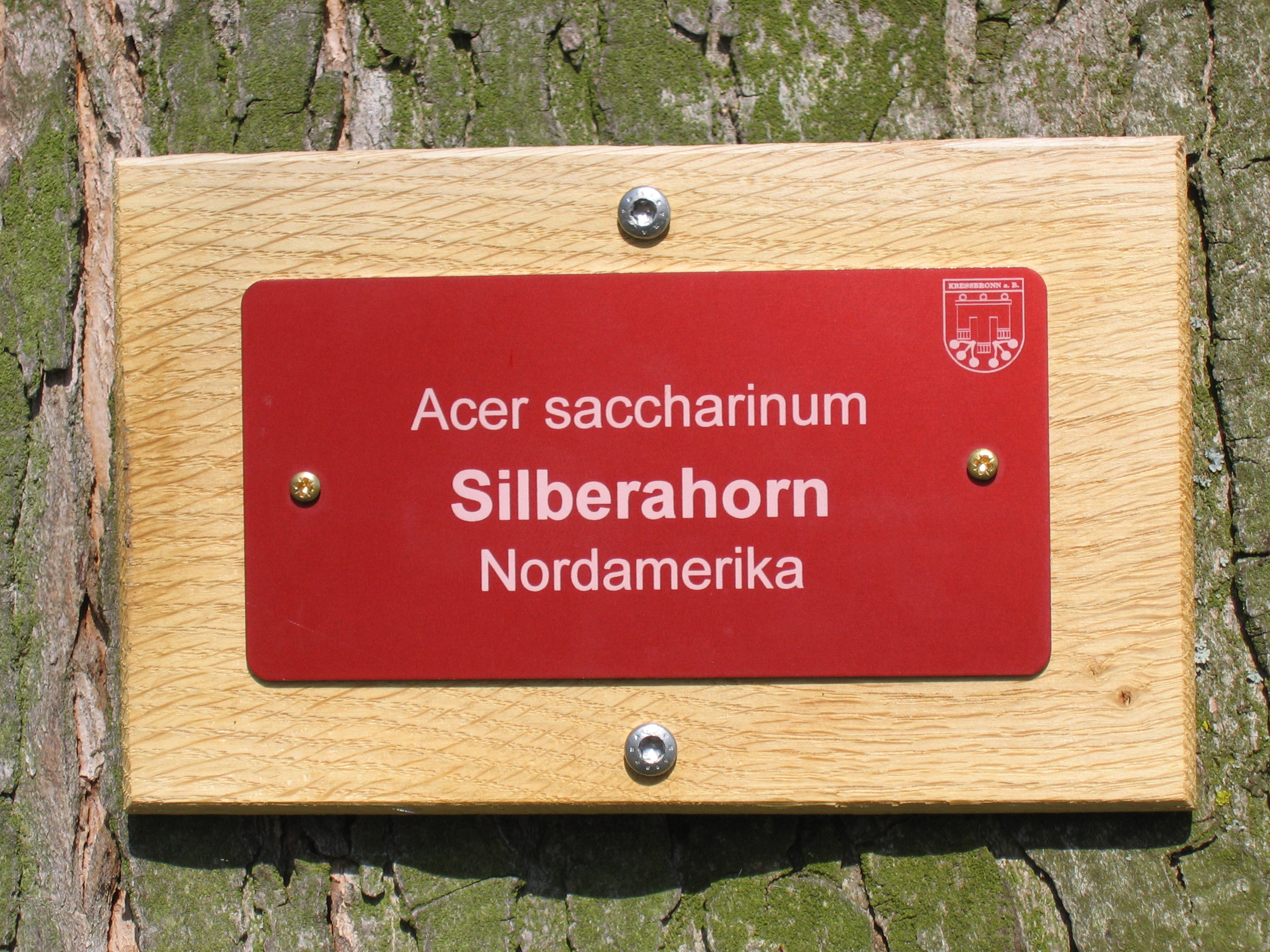
Kennzeichnung des Silberahorns

- Bergahorn (Acer pseudoplatanus); Europa [20]
- Stieleiche (Quercus robur), auch Sommereiche oder Deutsche Eiche genannt; Europa/Nordafrika [11]
- Europäische Eibe (Taxus baccata), auch Gemeine Eibe genannt; Europa, Westasien, Nordafrika [16]
- Europäische Lärche (Larix decidua); Alpenraum; Baum des Jahres in Österreich (2002) und in Deutschland (2012) [28]
- Feldahorn (Acer campestre), auch Maßholder genannt; Europa, Westasien, Nordafrika [19]
- Gemeine Esche (Fraxinus excelsior), auch Gewöhnliche Esche oder Hohe Esche genannt; Europa [15]
- Gemeine Fichte (Picea abies), auch Rotfichte oder Rottanne genannt; Europa, Westasien [17]
- Gewöhnliche Rosskastanie (Aesculus hippocastanum), auch Gemeine Rosskastanie oder Weiße Rosskastanie genannt; Balkanhalbinsel; Baum des Jahres 2005 in Deutschland und Arzneipflanze des Jahres 2008 [18]
- Gewöhnlicher Buchsbaum (Buxus sempervirens); Mittel- bis Südeuropa, Westasien, Nordafrika [4]
- Hängebuche (Fagus sylvatica f. pendula), auch Trauer-Buche genannt; Mitteleuropa [34]
- Rotbuche (Fagus sylvatica); Europa [1]
- Schwarz-Erle (Alnus glutinosa); Europa [27]
- Serbische Fichte (Picea omorika), auch Omorika-Fichte genannt; Grenzgebiet zwischen Serbien und Bosnien-Herzegowina [29]
- Spitzahorn (Acer platanoides), auch Spitzblättriger Ahorn genannt; Europa [14][21]
- Weißtanne (Abies alba); Mittel- und Südeuropa [8]
- Winter-Linde oder Stein-Linde (Tilia cordata); europäische Mittelgebirge [22]

Exotische Bäume
- Blauglockenbaum (Paulownia tomentosa), auch Kaiserbaum oder Kaiser-Paulownie genannt; Zentral- und Westchina [26]
- Blaue Atlaszeder (Cedrus atlantica glauca); nordafrikanisches Atlas-Gebirge [7]
- Douglasie (Pseudotsuga menziesii); Nordamerika [12]
- Eschen-Ahorn (Acer negundo); Nordamerika [3]
- Gewöhnlicher Trompetenbaum (Catalpa bignonioides); Vereinigte Staaten von Amerika [31]
- Ginkgo oder Ginko (Ginkgo biloba); China [2]
- Himalajazeder (Cedrus deodara); Nepal bis Afghanistan [6]
- Kanadische Hemlocktanne (Tsuga canadensis), auch Kanadische Schierlingstanne genannt; Nordosten der USA und Südwesten Kanadas [30]
- Lawsons Scheinzypresse (Chamaecyparis lawsoniana); Westküste der USA – in Südwestoregon und Nordkalifornien [32]
- Riesenlebensbaum (Thuja plicata, Syn.: Thuja gigantea) oder Riesen-Thuja; Alaska bis Nordkalifornien [5]
- Riesenmammutbaum (Sequoiadendron giganteum), gelegentlich auch Berg-Mammutbaum oder Wellingtonie genannt; Westhänge der Sierra Nevada in Kalifornien [23]
- Roteiche (Quercus rubra); östliche USA
- Scharlacheiche (Quercus coccinea); östliches Nordamerika [24]
- Silberahorn (Acer saccharinum); Nordamerika [25]
- Tulpen-Magnolie (Magnolia × soulangeana); Ostasien [10]
- Tulpenbaum (Liriodendron tulipifera); östliche USA [13]
- Urweltmammutbaum (Metasequoia glyptostroboides), auch Chinesischer Mammutbaum oder Chinesisches Rotholz genannt; China [9]
- Weymouthskiefer (Pinus strobus), auch Weymouthskiefer oder Strobe genannt; nordöstliches Nordamerika [33]

### Zen-Garten
Ebenfalls zur Teilnahme am Bundeswettbewerb Entente Florale wurde von Schülern der Parkschule der Zen-Garten (Kare-san-sui, jap. 枯山水, trockene Landschaft) angelegt. Er soll die Exotik des Schlössleparks unterstreichen.

### Kressbach

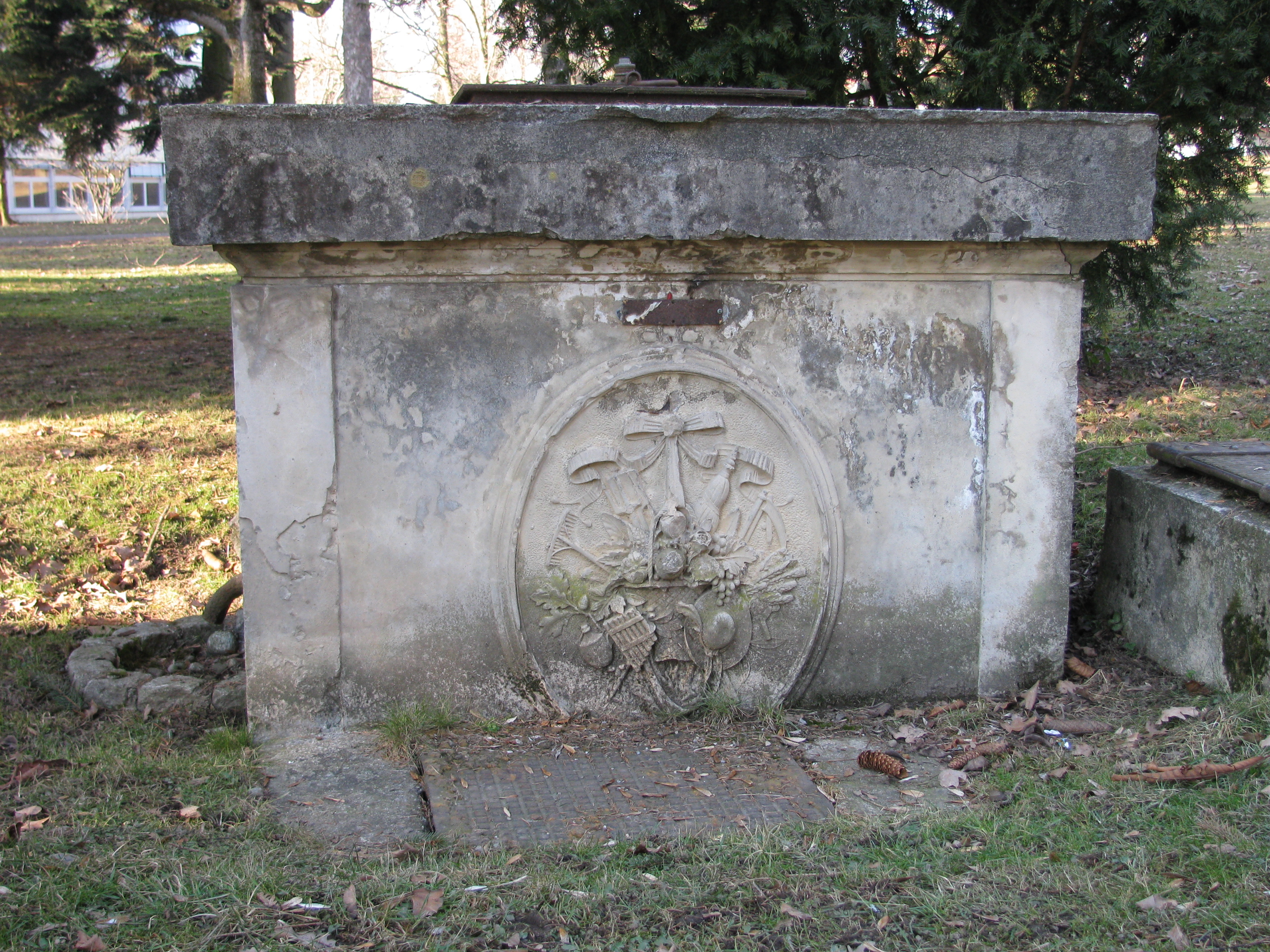
Gefasste Quelle des Kressbachs

Unterhalb des Schlössles entspringt der Kressbach (von ursprünglich „Krebsbach“), dessen Quelle seit 1895 gefasst ist. Eine Marmortafel am Brunnen trägt die Inschrift „Gartenanlagen, Quellenfassung und Wasserwerke errichtet Anno MDCCCXCV Dr. Ch. Don Haeusler de la Burgstall“. Sein konstant 8 °C kühles Wasser speist das Kneippbecken und den anschließenden Teich. Das Wassertreten, auch Kneippen genannt, ist eine Behandlungsmethode der Hydrotherapie, die auf der Grundlage von Sebastian Kneipp angewendet wird.

## Gebäude

### Schlössle

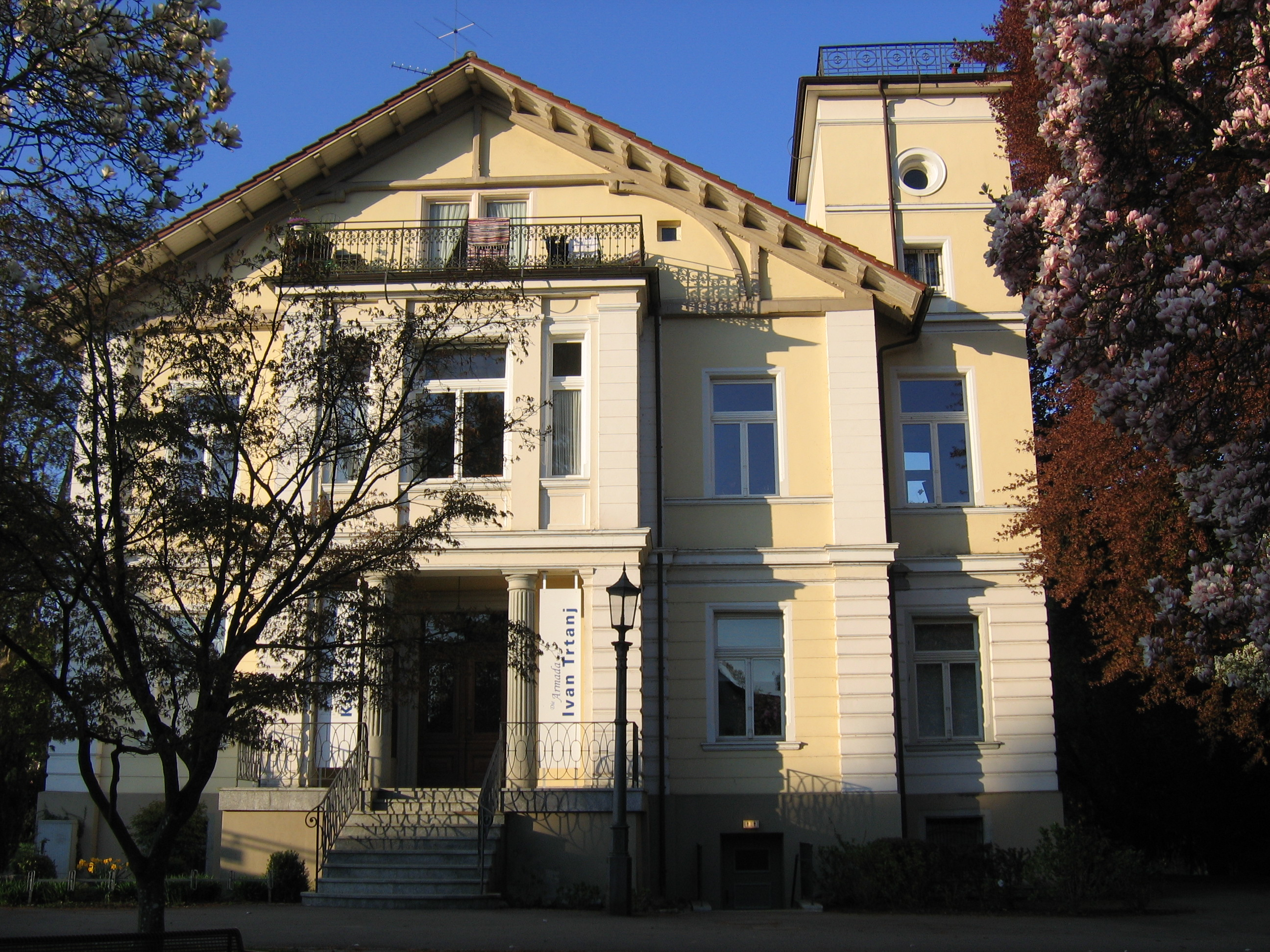
Das Schlössle

Das erste Anwesen ist im Jahr 1829 erwähnt. Sein Besitzer Anton Stohr verkaufte das Haus mit Scheune, Stallung und Grundstück an von Aufseß, der es zu einem einstöckigen Wohnhaus erweitern ließ. 1875 gelangte der Jurist Otto Bohlmann in den Besitz. Nach Abriss des Wohnhauses errichtete er an gleicher Stelle die heutige Villa mit Turm. Anfang 1896 kaufte Karl Heisler die „Villa mit Turm in gemischter Bauart, gemauert mit Schieferdach“. Im Laufe der Jahre wechselten die Besitzer mehrmals, ehe die Villa im Januar 1934 in den Besitz der Gemeinde überging. In den Folgejahren diente die Villa der NSDAP als Gauführerschule und der französischen Besatzungsmacht als Kommandantur, dann als Obdachlosenasyl, Werkstätte und Schule. In den letzten Jahrzehnten des 20. Jahrhunderts waren im Schlössle die Gemeindebücherei, das Verkehrsamt und das Notariat untergebracht. Im Obergeschoss befindet sich seit Dezember 2006 der Kressbronner Familientreff. Die Gemeinde Kressbronn hat hier in Zusammenarbeit mit dem Jugendamt des Bodenseekreises eine familiengerechte Begegnungsstätte geschaffen. Die Räume des Erdgeschosses beherbergen die Dauerausstellung Historische Schiffsmodelle.

#### Besitzer/Nutzer des Anwesens
- Ritter Sigifridus de Kressenbrunnen; um 1230
- Bauer Anton Stohr; bis 1863
- Freiherr Hans von und zu Aufseß; 1863 bis 1872
- Fabrikant Gustav Siegle, Stuttgart;
- Baron Georg von Seidlitz; bis 1875
- Jurist Dr. Otto Bohlmann; 1875 bis 1890
- Leonhard Eckert, Wasserburg; 1890 bis 1896
- Überseekaufmann Karl Heisler, Freiburg; 1896 bis 1917
- Familie Boneck; 1917 bis 1934
  - Verkauf der Ökonomie Friedrichshof an Paul Müller, Hemigkofen
- Gemeinde Nonnenbach; 1934
- NSDAP; bis 1945
- Französische Besatzungsmacht; 1945 bis ?
- Gemeinde Kressbronn; bis heute

#### Museum

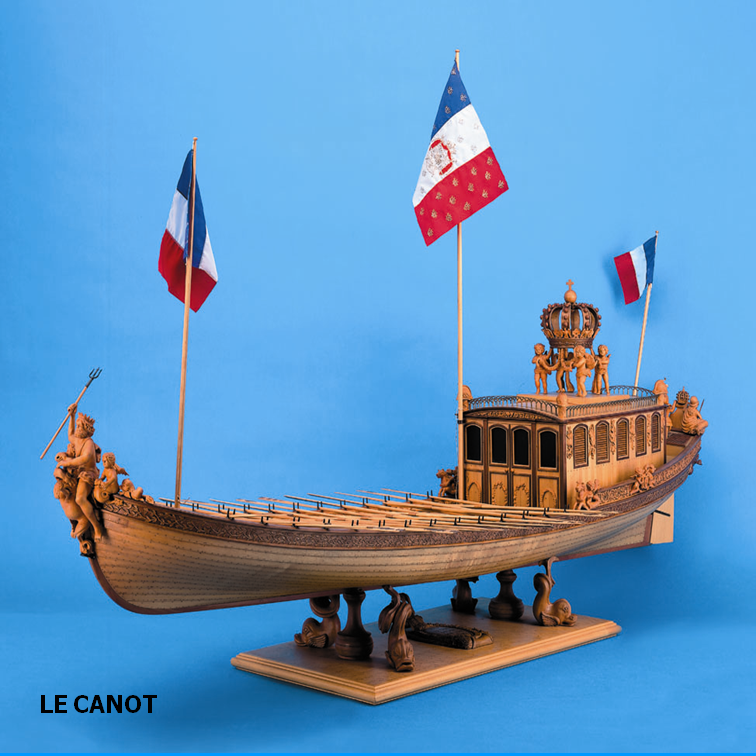
Modell Ivan Trtanjs: Le Canot

Während der Sommermonate kann der Besucher in den renovierten Räumen des Erdgeschosses die Schwimmenden Kunstwerke des einheimischen Bootsbauers und Künstlers Ivan Trtanj besichtigen. Trtanj hat in über dreißig Jahren original- und detailgetreue Prunkschiffe des 18. Jahrhunderts geschaffen. Fünfzehn Schiffsmodelle der Ausstellung wurden in mühevoller Detailarbeit nach Originalplänen, die zum Teil aus europäischen Museen und Archiven stammen, gefertigt. Lustschiffe und Prunkbarken der europäischen Königshäuser aus dem Barock und Rokoko zählen zu den Lieblingsmodellen des Künstlers. Neben der legendären Bounty gehören Modelle des Bodensee-Lastschiffs Segner und der Schebecke, einem Dreimastsegler aus dem Mittelmeerraum, zu den Schiffsmodellen. Alle Modelle bieten einen Einblick in das Leben der Schiffsbesatzung und der darauf beförderten Adeligen jener Zeiten.

#### Kuriosum
Der gusseiserne Leuchtenmast vor der Freitreppe des Schlössles ist ein ehemaliger Grenzpfahl der königlich-bayerischen/königlich-württembergischen Grenze. Er stand in Höhe des heutigen Grenzwegs an der Straße nach Nonnenhorn. Ein württembergisches Hirschgeweih und ein bayerischer Löwe deuten auf seine Vergangenheit.

### Lände
Erst Pferdestall, im Krieg als Lazarett genutzt, dann Jugendherberge, später Wohnung für ausländische Familien und Nichtsesshafte. Die vom Freiherr von und zu Aufseß erbaute Lände wurde vielfach genutzt, heute dient sie ausschließlich der Kunst und Kultur: Eine Galerie dient den „unterschiedlichen Ausdrucksformen der zeitgenössischen Kunst“, das Museum zeigt unter anderem Werke der Bildhauerin und Medailleurin Hilde Broër, der Fotografin Marta Hoepffner, der Maler Leo Schobinger und Otto Valentin, sowie des Bildhauers Berthold Müller-Oerlinghausen, und ein Café mit Terrasse bietet Platz zum Ausruhen und Genießen. Im Inneren des Cafés finden immer wieder Gespräche, Lesungen, Theatervorführungen und Konzerte statt.
Unterstützt wird die Lände vom Arbeitskreis Kunst der Kressbronner Kulturgemeinschaft, engagierte Bürger, die für die Ausstellungen verantwortlich sind.

### Konzertpavillon
Der 1977 erbaute Konzertpavillon ist zu den etwa 200 Publikumsplätzen hin geöffnet. Die Rückwand und das durch sieben peitschenförmige Leimbinderstützen gekrümmte Dach des drehbaren, in Holzbauweise ausgeführten Bauwerks gehen ineinander über; dadurch wird der dort auftreffende Schall in Richtung Publikum reflektiert, was zu einer besseren Raumakustik – ausgewogener Anteil von Direktschall und Reflexionen – führt. In dem bei elf Meter Durchmesser 8,5 Meter hohen Konzertpavillon finden regelmäßig Orchester sowie Veranstaltungen des Handels- und Gewerbevereins statt.